# دزنتسانو دل گاردا
دزنتسانو دل گاردا (به ایتالیایی: Desenzano del Garda) یک کومونه در ایتالیا است که در استان برشا واقع شده‌است.

## خصوصیات
دزنتسانو دل گاردا ۶۰٫۱۰ کیلومترمربع مساحت و ۲۷٬۷۸۸ نفر جمعیت دارد و ۹۶ متر بالاتر از سطح دریا واقع شده‌است.

## خواهرخوانده
شهرهای Juan-les-Pins، آمبرگ، وینر نویشتات، Sal و آنتیب خواهرخوانده‌های دزنتسانو دل گاردا هستند.

## نگارخانه

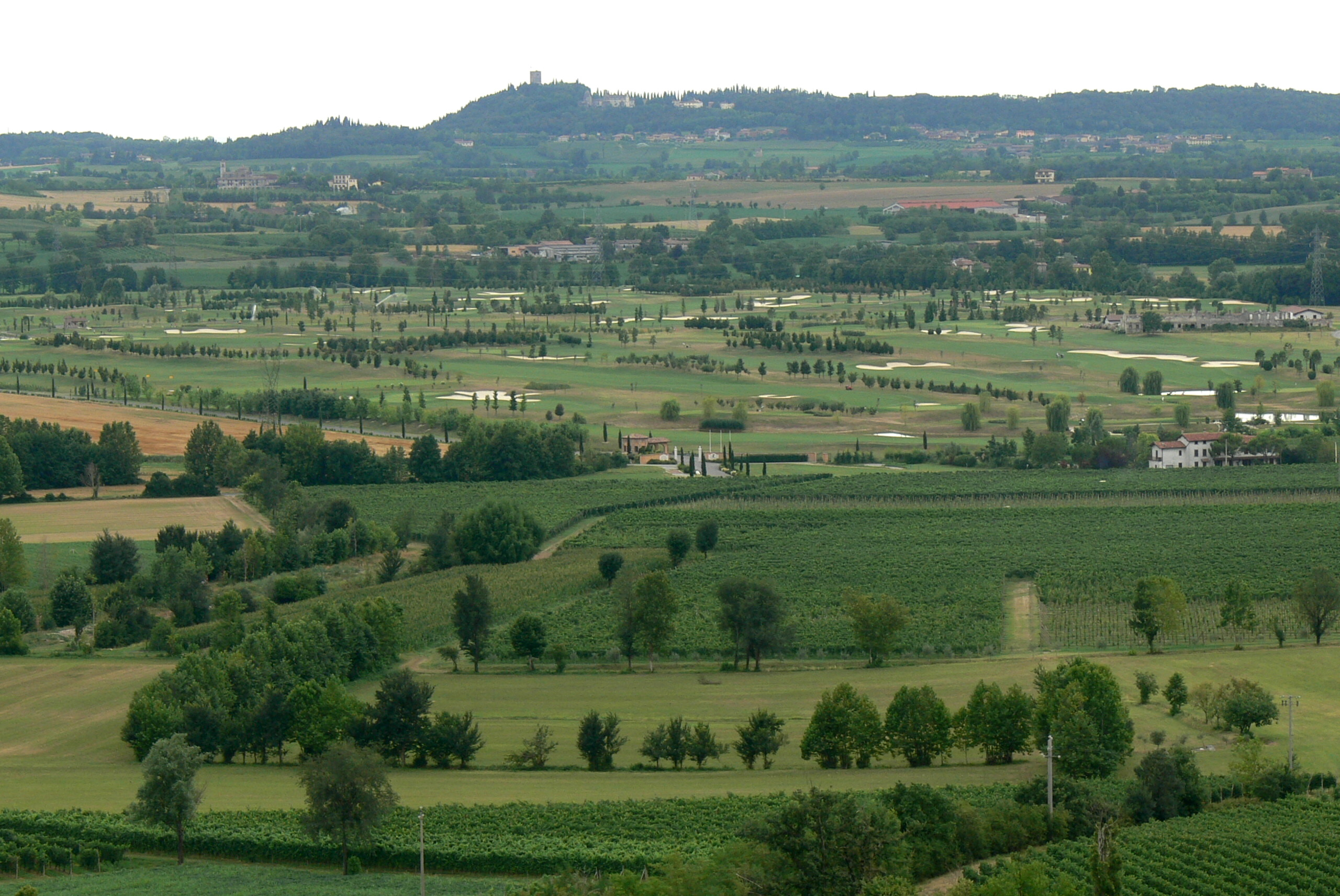
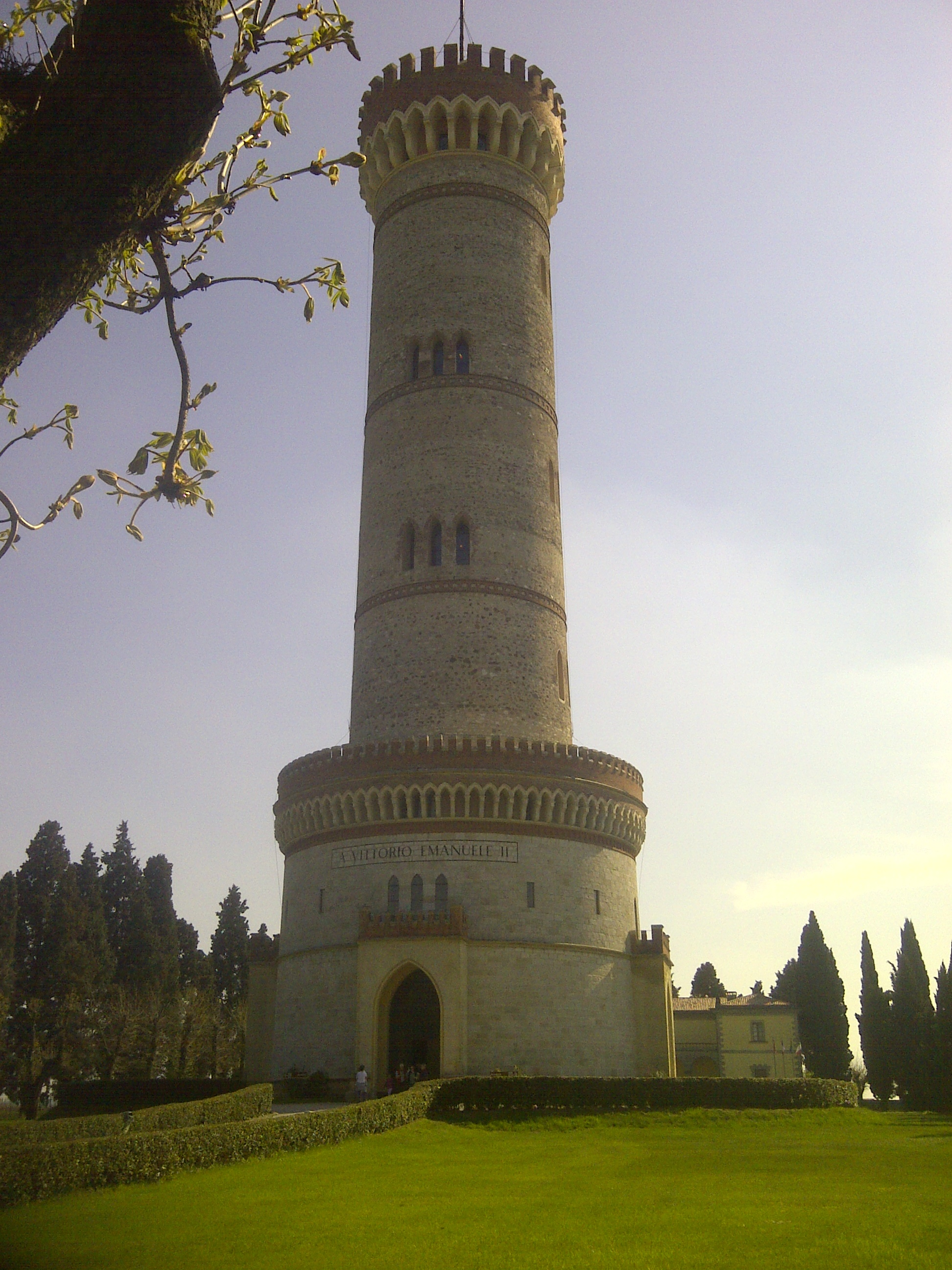
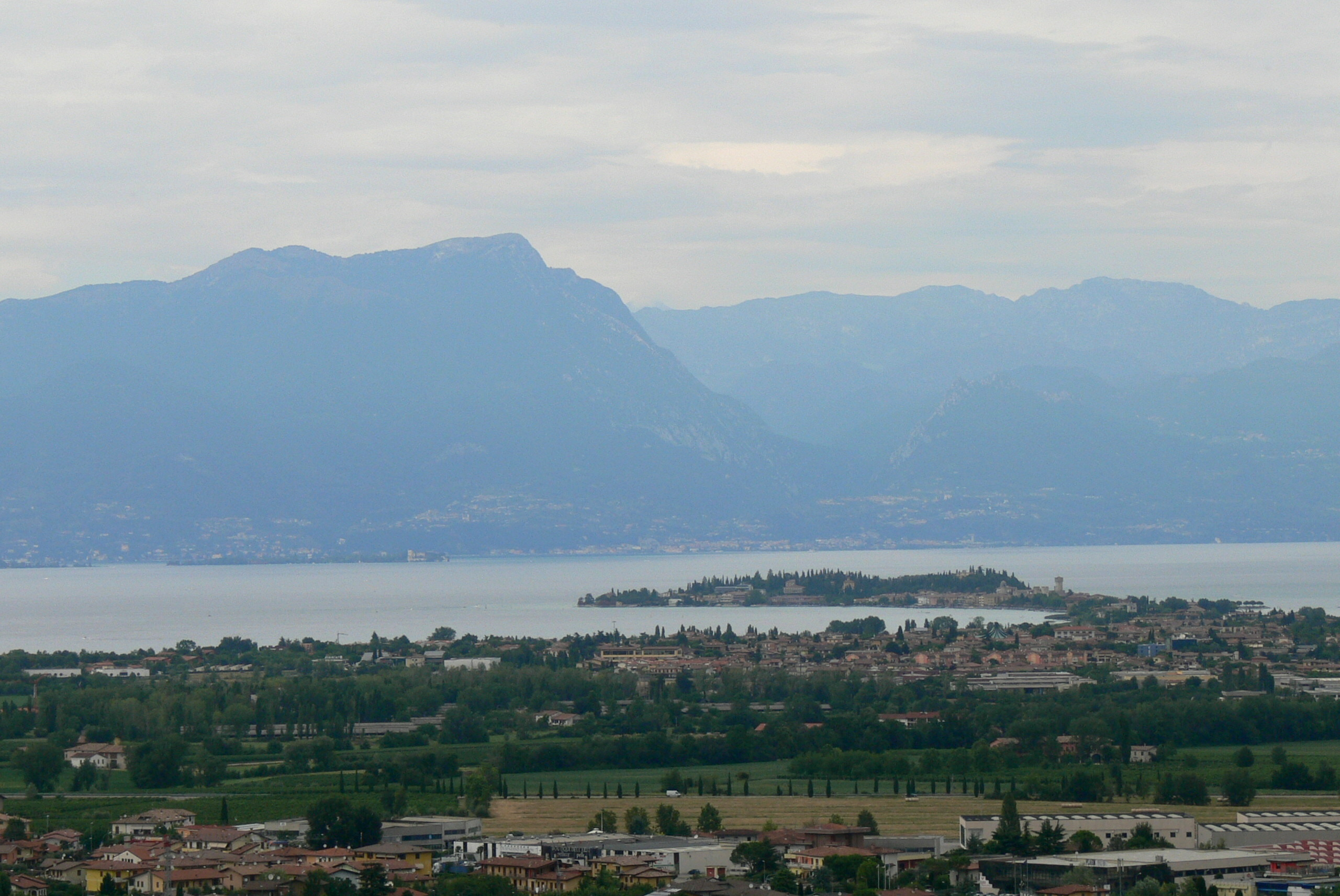
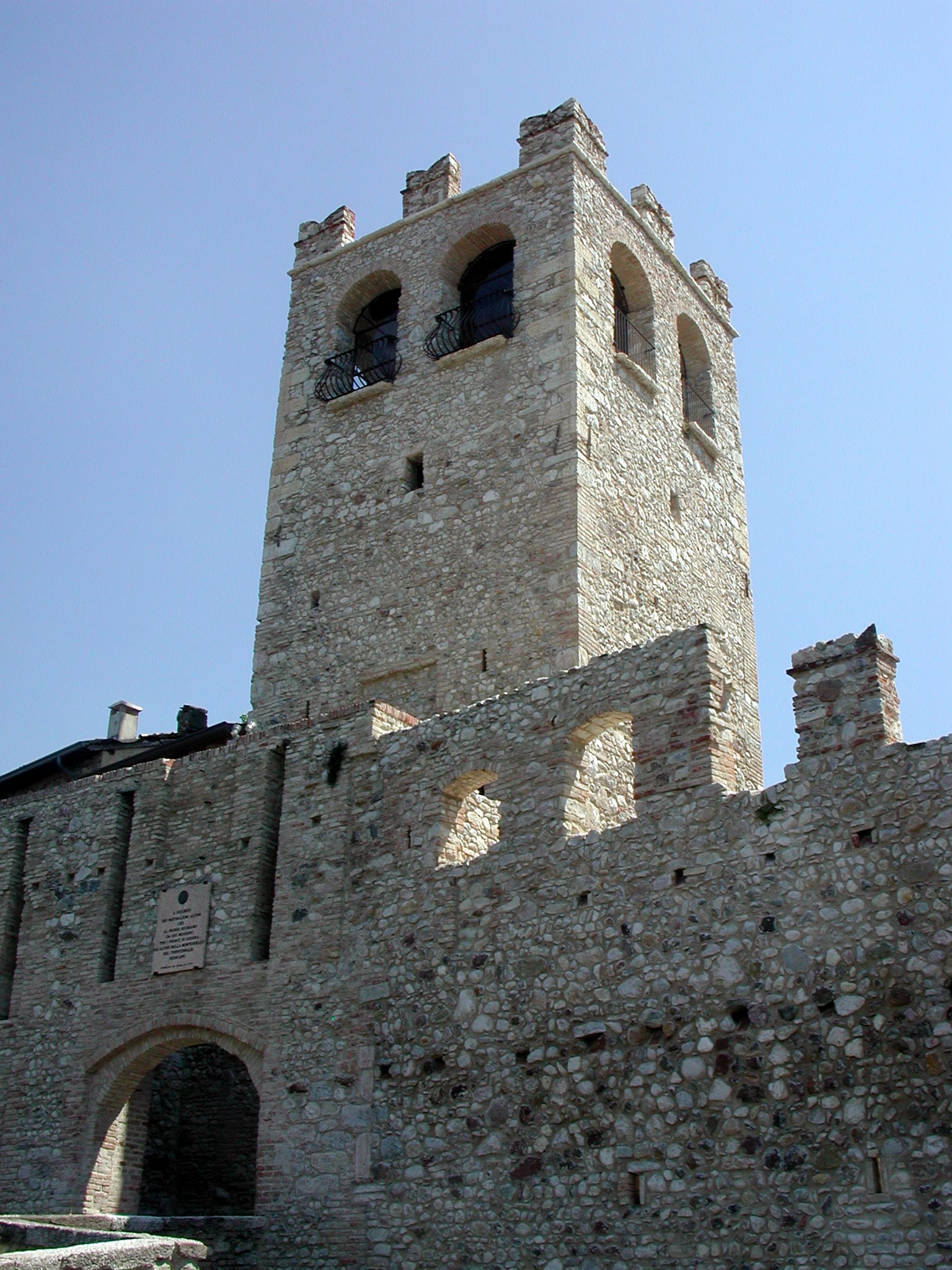
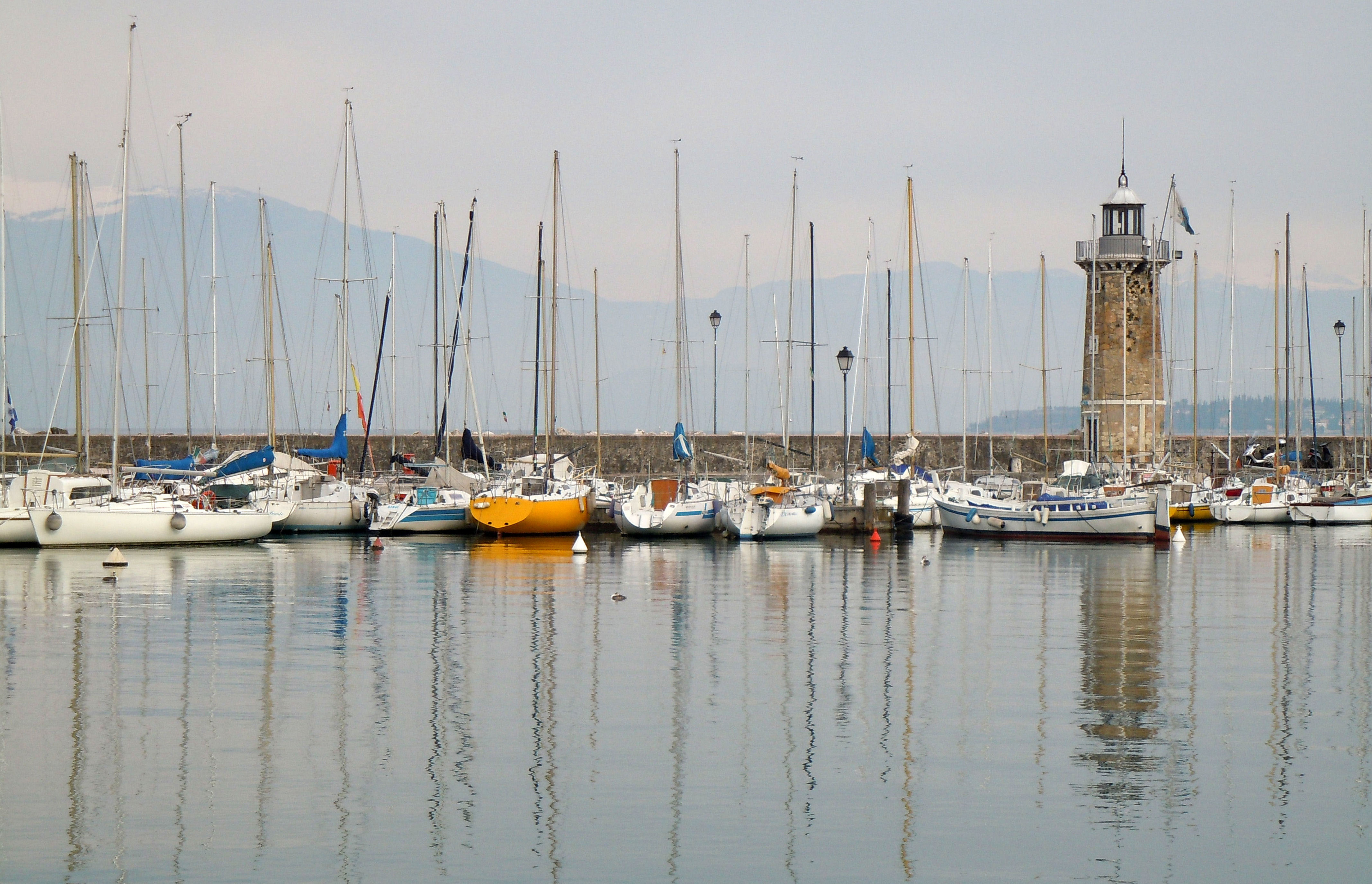